# T'choupi et ses amis
T'choupi et Doudou T'choupi à l'école
T'choupi et ses amis est une série télévisée d'animation française créée et réalisée par Franck Vibert et diffusée entre le 14 novembre 2008 et le 12 septembre 2011 sur TiJi. La série a été rediffusée sur France 5.

## Distribution
(décembre 2024).
Si vous disposez d'ouvrages ou d'articles de référence ou si vous connaissez des sites web de qualité traitant du thème abordé ici, merci de compléter l'article en donnant les références utiles à sa vérifiabilité et en les liant à la section « Notes et références ».
Voix françaises
- Léopoldine Serre : T'choupi
- Caroline Combes : Lalou / Eliot / Bébé Fanny
- Fily Keita : Pilou / Maya
- Sophie Deschaumes : Mamie Nani
- Yves Barsacq : Papicha
- Pierre Tessier : Papa Toine
- Christine Bellier : Maman Malola

Voix anglophones
- Tara Strong : T’choupi et Bébé Fanny
- Ashleigh Ball : Lalou et Maya
- Kathleen Barr : Pilou
- Vincent Tong : Eliot
- Sam Vincent : Papa Toine
- Britt McKillip : Maman Malola
- Andrea Libman : Mamie Nani
- Michael Dobson : Papicha

## Générique
Le générique a été réalisé par Guillaume Poyet.

## Épisodes
1. La chasse à l'escargot
2. Le poney en panne
3. La marée basse
4. Le réveil des marmottes
5. Le domptage de lions
6. Le bain moussant
7. Les courses d'anniversaire
8. La super classe
9. La coupure de courant
10. 1,2,3 Soleil !
11. La luge rouge
12. Les patins sans roulettes
13. Les jeux olympiques
14. Le cache-cache géant
15. La bataille de polochon
16. La petite fatigue de Papa
17. Le sapin de Noël
18. Le record de crêpes
19. L'anniversaire de Doudou
20. Le Tchoupichatouille
21. La balade en forêt
22. La machine à laver
23. Le jardin secret
24. L'herbier spécial
25. Le vélo moto
26. Le trop plein de télé
27. La fête des mères
28. L'extra chouette
29. Le sourire de Lalou
30. Première mission
31. L'abominable bonhomme de neige
32. La cabane des copains
33. Les bulles de savon
34. Le vide grenier de jouets
35. L'impossible grand frère
36. Tupic le hérisson
37. Même pas vrai
38. L'oie pas commode
39. Le jeu du téléphone
40. Pas de cowboys sans indiens
41. La petite souris
42. Dans les nuages
43. Le ti-poisson
44. Le dinosaure du jardin
45. Le marchand de sable
46. Les fantômes du grenier
47. Au feu les pompiers
48. Jamais sans mon doudou
49. Qui perd gagne
50. Le doudou-volant
51. La visite ratée au Zoo
52. La nuit au jardin